# Morrovalle
Morrovalle – miejscowość i gmina we Włoszech, w regionie Marche, w prowincji Macerata.
Według danych na rok 2004 gminę zamieszkiwało 9226 osób, 219,7 os./km².